# Girolamo da Cremona

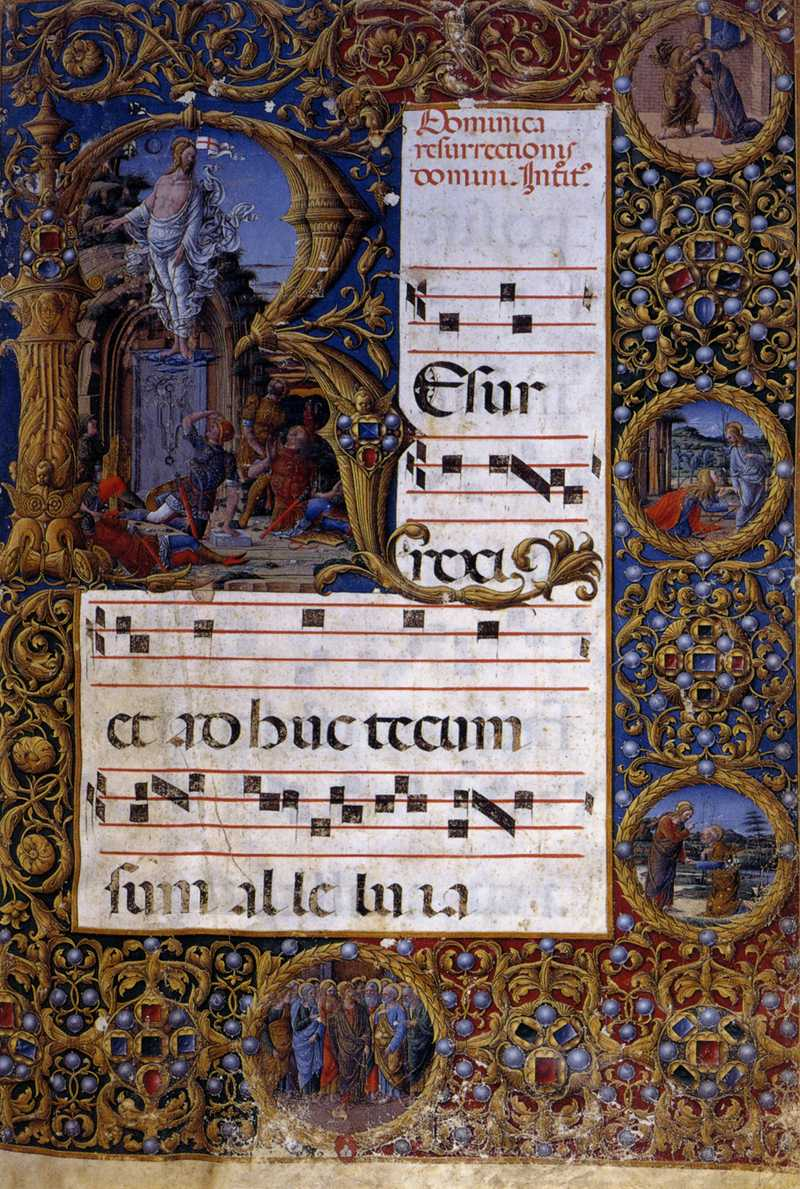
Cattedrale di Siena, miniatura di Girolamo da Cremona

Girolamo da Cremona (prima metà XV secolo – dopo il 1483) è stato un miniatore italiano.

## Biografia
Girolamo da Cremona, noto anche come Girolamo de' Corradi e Zanino de Cremona, è stato un miniatore italiano di manoscritti e incunaboli del Rinascimento, figlio di Zanino Corradi, pittore alla corte dei Gonzaga dal 1419 fino al 1443. È stato influenzato e promosso da Andrea Mantegna.
Fu attivo nel nord Italia, a Ferrara e Mantova nel 1450 e fino al 1465, poi a Siena e Firenze e, infine, a Venezia. Fu aiutante del pittore e miniatore Taddeo Crivelli.
Completò nel 1465, per conto di Barbara di Brandeburgo, il Messale conosciuto col nome della detta marchesa, opera iniziata da Belbello da Pavia nel 1442 per iniziativa di Gianlucido Gonzaga.
Fu collaboratore di Liberale da Verona, fra il 1467 e il 1475, per miniare gli antifonari della Libreria Piccolomini, conservati nel Duomo di Siena.